# Cam Hiệp Bắc
Cam Hiệp Bắc là một xã thuộc huyện Cam Lâm, tỉnh Khánh Hòa, Việt Nam.
Xã Cam Hiệp Bắc có diện tích 15,66 km², dân số năm 1999 là 2947 người, mật độ dân số đạt 188 người/km².